# Sint-Niklaas
Sint-Niklaas ist eine Stadt in der belgischen Provinz Ostflandern mit 81.863 Einwohnern (Stand 1. Januar 2024), einschließlich der Ortsteile Belsele, Nieuwkerken-Waas und Sinaai. Der Ort ist bekannt für den größten Marktplatz Belgiens und sein alljährliches Ballonfest, auch Friedensfest (niederländisch Vredefeesten) genannt.
In Sint-Niklaas befindet sich ein Gerhard-Mercator-Museum, das das Leben und Wirken des Kartografen zeigt. Dessen Geburtsort liegt in Rupelmonde, das als Ortsteil von Kruibeke zum Arrondissement Sint-Niklaas zählt.

## Geschichte
Die bekannte Geschichte von Sint-Niklaas beginnt 1217 mit dem Bau einer Kirche zu Ehren des Heiligen Nikolaus durch den Bischof von Tournai. Der Ort war bis in die Mitte des 16. Jahrhunderts abhängig vom Bistum Tournai und gehörte politisch zur Grafschaft Flandern, dessen Geschichte er teilte.

## Politik

### Gemeinderat
Bürgermeister der Stadt ist in der derzeitigen Legislaturperiode, die bis 31. Dezember 2018 dauert, Lieven Dehandschutter (NVA). Ihm stehen neun Schöffen (Beigeordnete) zur Seite. Der Gemeinderat besteht aus diesen zehn und weiteren 31 Ratsmitgliedern.

### Stadtrat
- PVDA: 1
- Vooruit: 12
- Groen: 3
- Open VLD: 0
- CD&V: 4
- N-VA: 14
- VB: 9
- Sonst.: 0

Nach der Wahl wurde eine Koalition aus NVA, Vooruit und CD&V gebildet. Sie verfügt über 30 der 43 Sitze.
- PVDA: 2
- Vooruit: 29
- Vooruit -Gr: 26
- Groen: 11
- Open VLD: 12
- CD&V: 27
- CD&V – NVA: 11
- N-VA: 43
- VB: 40
- Sonst.: 2

### Städtepartnerschaften
Seit 1962 unterhält Sint-Niklaas Städtepartnerschaften mit
- Schongau in Deutschland
- Colmar in Frankreich
- Lucca in Italien

Weitere Partnerschaften gibt es mit
- Abingdon im Vereinigten Königreich seit 1967
- Gorinchem in den Niederlanden seit 1968
- Tábor in Tschechien seit 2002

## Verkehr
Die Stadt liegt verkehrsgünstig zwischen Antwerpen (25 km) und Gent (38 km) und hat gute Verbindungen in beide Zentren. Die E 17 (A 14) führt unmittelbar an der Stadt vorbei. Die N 16 verbindet die Stadt mit Mechelen und Brüssel.
Zugverbindungen gibt es im Halbstundentakt nach Antwerpen und Gent, im Stundentakt nach Löwen, Mechelen und Brüssel.
Innerstädtisch und regional besteht ein dichtes Netz von Buslinien, die im Stadtgebiet auf eigenen Spuren geführt werden.
Sint-Niklaas wurde ausgezeichnet als die fußgängerfreundlichste Stadt Flanderns, nachdem die Zone um den zentralen Marktplatz umgestaltet worden war.

## Sehenswürdigkeiten

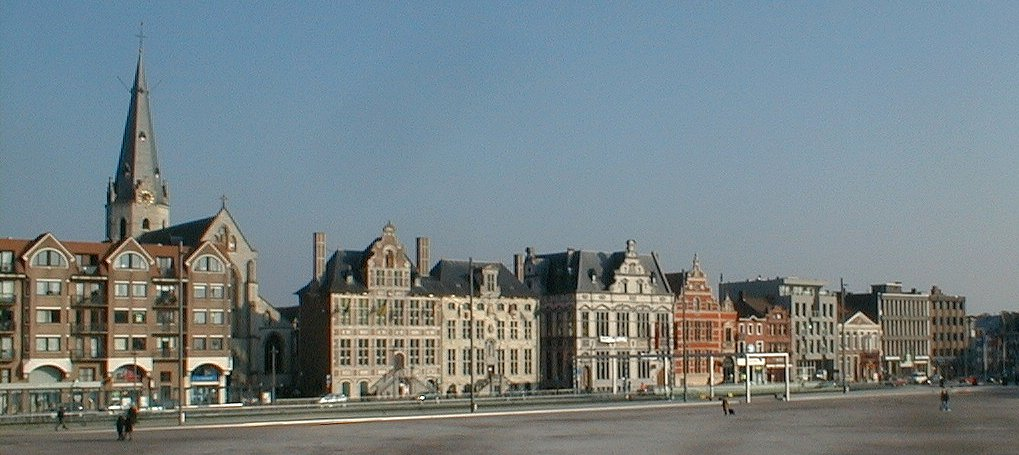
Grote Markt in Sint-Niklaas

- Der Grote Markt der Stadt besitzt eine Fläche von 3,2 ha und ist der größte Marktplatz in Belgien (→Lage). Am Marktplatz selbst befindet sich das Stadhuis (Rathaus) aus dem Jahre 1878. Dieses besitzt einen Glockenturm mit einem Glockenspiel von 35 Glocken. Am Marktplatz befindet sich auch das Parochiehuis (Pfarrhaus), welches aus dem Jahre 1663 stammt, sowie das Landhuis (Gerichtsgebäude) aus dem Jahre 1637 und das Ciperage (Gefängnis) aus dem Jahre 1662, in dem sich heute eine Bibliothek befindet.
- Die Kirche Liebfrauenkirche (Onze Lieve Vrouwe) stammt aus dem Jahre 1841 und besitzt eine 6 Meter hohe Marienstatue (→Lage).
- Die Kirche St. Nikolaus (Sint-Niklaaskerk), die der Stadt den Namen gab, wurde im Jahre 1238 errichtet (→Lage). Nach schweren Schäden wurde der Innenraum im 16. Jahrhundert, im Stil des Barock, umgestaltet. Die Seitenaltäre stammen von Hubert und Norbert van den Eynden. Einige Skulpturen stammen von Lucas Faydherbe. Ein Christus wurde durch François Duquesnoy geschaffen.
- Das Wasserschloss Walburg liegt inmitten des Stadtparks (→Lage).
- Die Kapelle St. Joseph wurde im 17. Jahrhundert von den Franziskanern erbaut.
- Im Gebäude des Museum Land van Waas wird die Geschichte zwischen der Schelde und der Durme vorgestellt.
- Das Mercator-Museum zeigt die Geschichte der Kartografie von den Anfängen an (→Lage). Das Museum verfügt über zwei originale Globen sowie weitere Karten der Welt und Europa, welche aus dem Besitz des berühmten Kartografen Gerhard Mercator stammen.[2]
- Das Internationale Exlibriszentrum zeigt die Sammlung Barbierama. Diese besitzt mehr als 160.000 Ausstellungsstücke von Toilettenartikeln und Friseurbedarf.
- In der Monseigneur Stillemansstraat reihen sich viele zum Teil denkmalgeschützte Art-déco-Gebäude (→Lage).

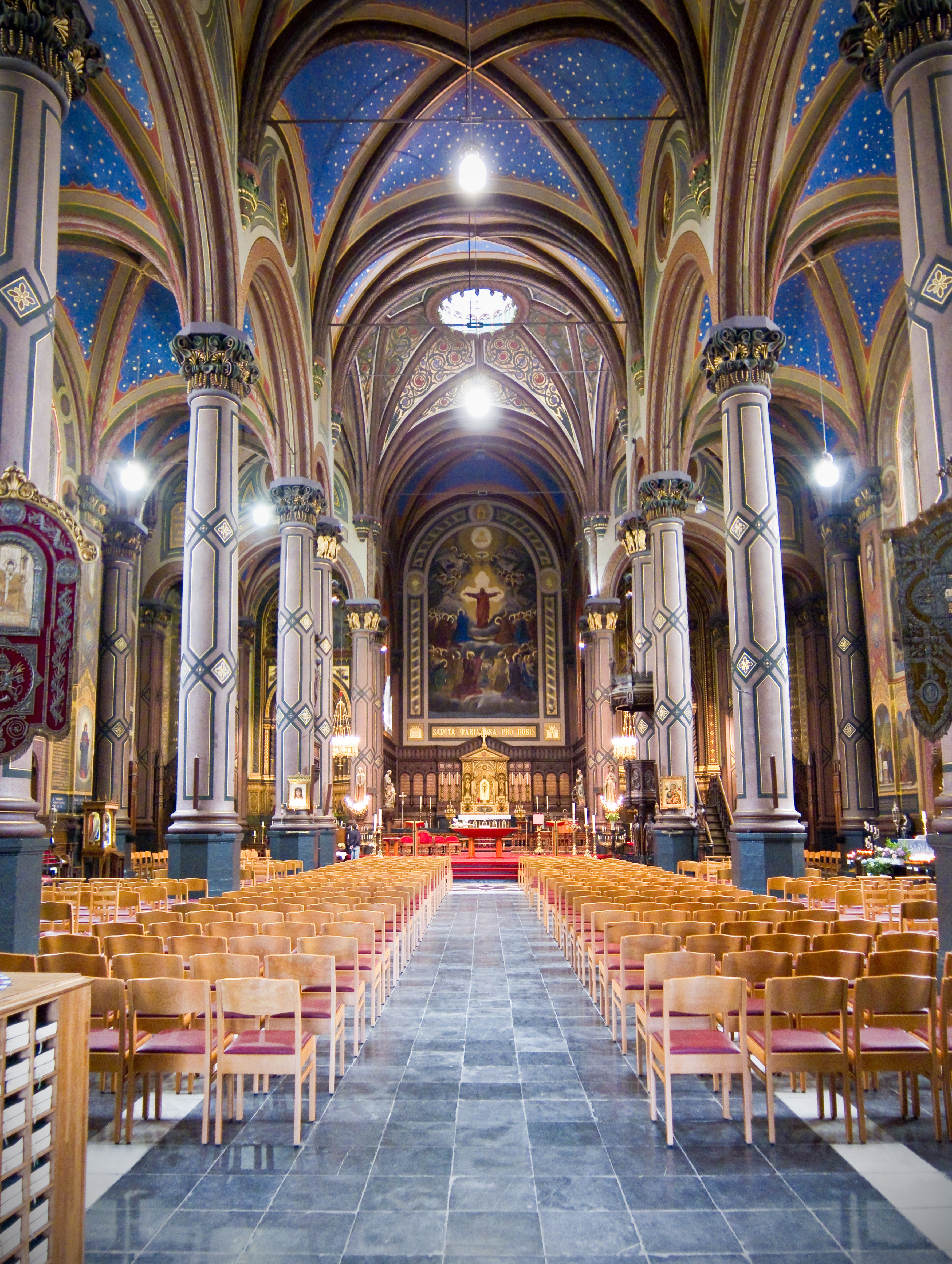
Innenansicht der Onze-Lieve-Vrouwe-Kirche
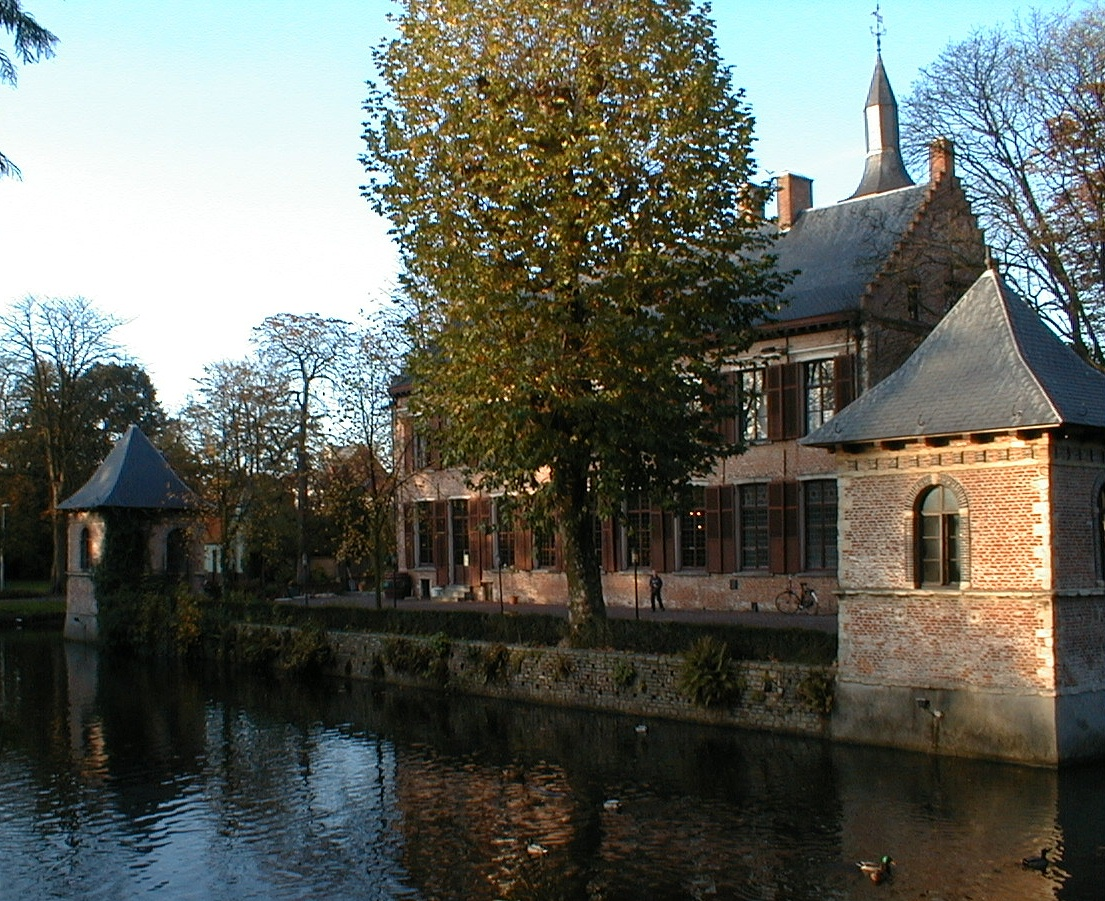
Schloss Walburg
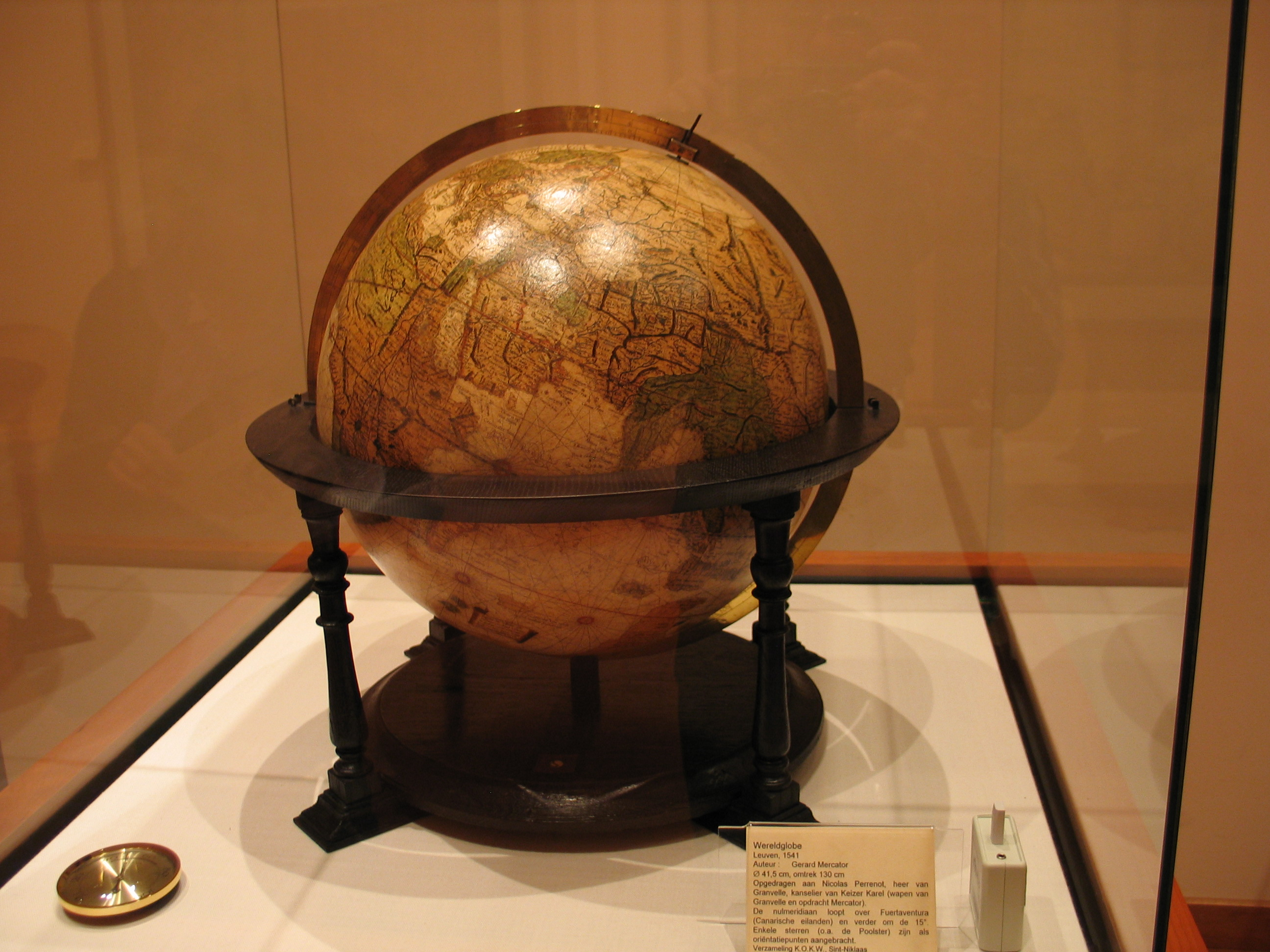
Originaler Globus von Gerhard Mercator
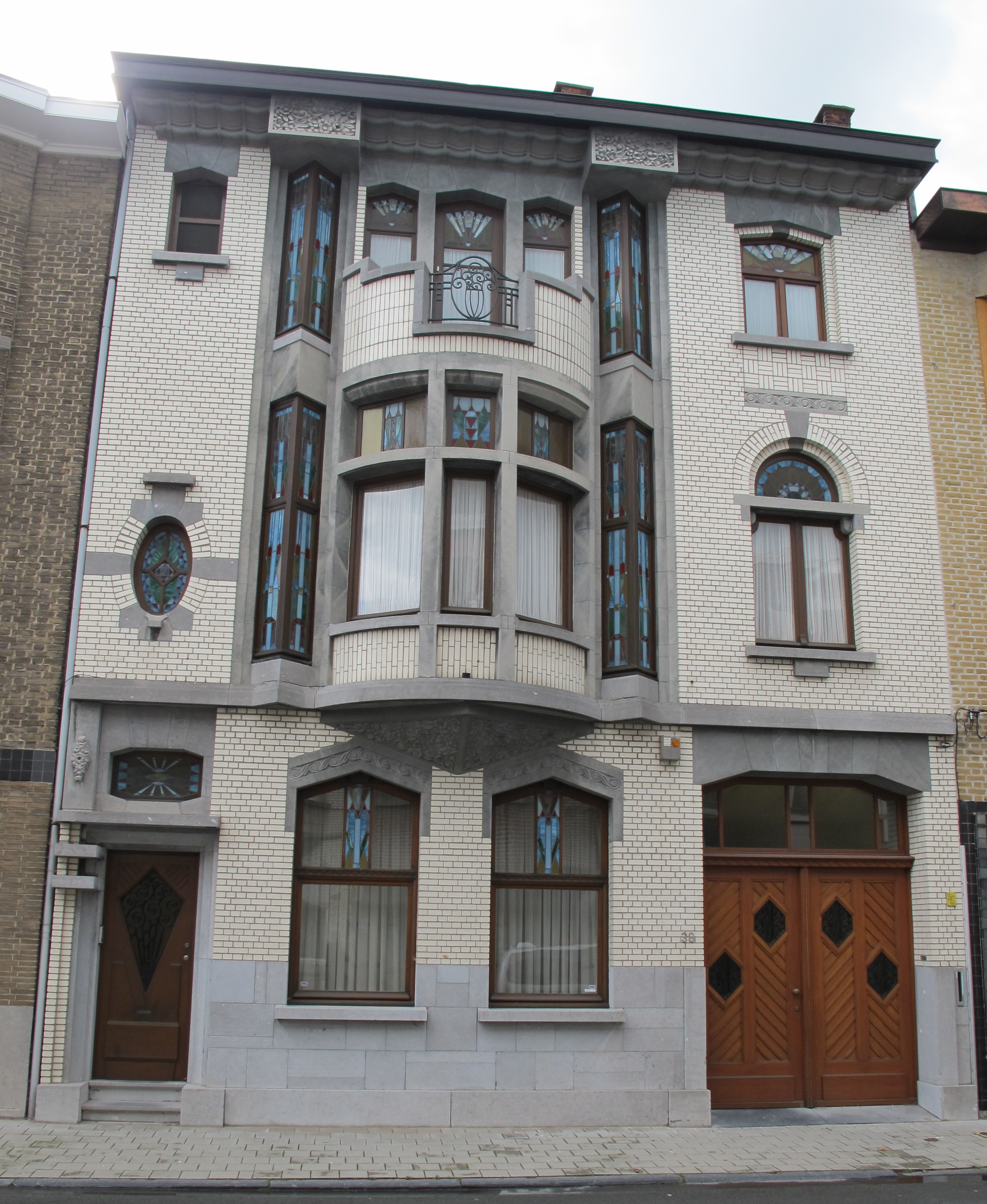
Art-Déco-Haus Mgr. Stillemansstraat 38

## Söhne und Töchter der Stadt
- Félix Cogen (1838–1907), Genre-, Porträt- und Marinemaler, sowie Kupferstecher und Radierer
- Constant Cap (1842–1915), Genremaler und Radierer
- Jozef Janssens (1854–1930), Historien- und Porträtmaler
- Albert Reychler (1854–1938), Chemiker
- Edgar Tinel (1854–1912), Komponist, Pianist und Kirchenmusiker
- Luis Siret (1860–1934), belgisch-spanischer Archäologe
- Henri Heyman (1879–1958), Politiker
- Domien Jacob (1897–1984), Turner
- Nicolaas Moerloos (1900–1944), Turner
- Marcel Maeyer (1920–2018), Kunsthistoriker und Maler
- Gustaaf Joos (1923–2004), Theologe und Kardinal
- Karel De Baere (1925–1985), Radrennfahrer
- Bob Benny (1926–2011), Sänger und Musicaldarsteller
- Werner Van Cleemput (1930–2006), Komponist
- Gilbert Maes (* 1938), Radrennfahrer
- Eddy House (1946–2011), Jazzmusiker, Arrangeur und Komponist
- Freddy Willockx (1947–2024), Politiker (Socialistische Partij Anders)
- Marc Baecke (1956–2017), Fußballspieler
- Tom Lanoye (* 1958), Schriftsteller
- Harry Vereecken (* 1959), Agrarwissenschaftler
- Erik Wijmeersch (* 1970), Sprinter
- Ellen De Waele (* 1973), Filmproduzentin
- Glenn D’Hollander (* 1974), Radrennfahrer
- Meyrem Almaci (* 1976), Politikerin
- Gaea Schoeters (* 1976), Schriftstellerin
- Ann Wauters (* 1980), Basketball-Spielerin
- Bram Weijters (* 1980), Jazzmusiker
- Robby Meul (* 1981), Radrennfahrer
- Nicole de Moor (* 1984), Politikerin
- Thomas De Gendt (* 1986), Radrennfahrer
- Kristof Goddaert (1986–2014), Radrennfahrer
- Sander Cordeel (* 1987), Radrennfahrer
- Jan Vertonghen (* 1987), Fußballspieler (Tottenham Hotspur)
- Jelle De Bock (* 1988), Fußballspieler (FC Eindhoven)
- Ömer Kulga (* 1989), Fußballspieler
- Soufiane Bouchikhi (* 1990), Leichtathlet
- Moreno De Pauw (* 1991), Radrennfahrer
- Lise Van Hecke (* 1992), Volleyballspielerin
- Lotte Claes (* 1993), Radrennfahrerin und Duathletin
- Sander De Pestel (* 1998), Radrennfahrer
- Sasha Weemaes (* 1998), Radsportler
- Wout De Buyser (* 2001), Fußballspieler

## Nachweise
1. ↑  Website der Stadt (Memento des Originals vom 12. Mai 2013 im Internet Archive)  Info: Der Archivlink wurde automatisch eingesetzt und noch nicht geprüft. Bitte prüfe Original- und Archivlink gemäß Anleitung und entferne dann diesen Hinweis.
2. ↑  Archivierte Kopie (Memento des Originals vom 14. Dezember 2018 im Internet Archive)  Info: Der Archivlink wurde automatisch eingesetzt und noch nicht geprüft. Bitte prüfe Original- und Archivlink gemäß Anleitung und entferne dann diesen Hinweis. Mercatormuseum, niederländisch